# Jean-Pierre Raffarin
Jean-Pierre Raffarin (3 de Agosto de 1948) foi um político francês. Ocupou o cargo de primeiro-ministro da França, entre 6 de Maio de 2002 a 13 de Março de 2005.